# Mnichovská tragédie
Mnichovská tragédie je označení leteckého neštěstí, které se odehrálo 6. února 1958 na letišti Mnichov-Reim. Při nehodě zemřelo 23 pasažérů, z toho osm hráčů klubu Manchester United.

## Průběh tragédie
Letadlo společnosti British European Airways směřovalo z Bělehradu do Manchesteru. Na palubě se nacházel tým Manchesteru United doprovázený britskými novináři a fanoušky. Celkem 38 pasažérů a 6 členů posádky. Tým – přezdívaný dle trenéra Matta Busbyho „Busby Babes“ – se vracel z odvety čtvrtfinále Pohár mistrů evropských zemí proti Červené hvězdě. Po mezipřistáni v Mnichově z důvodu dotankování paliva se pilotům ve špatném počasí dvakrát nepodařilo odstartovat. Napotřetí stroj na zasněžené dráze nedokázal nabrat dostatečnou rychlost k vzletu, přejel dráhu, prorazil plot letiště a havaroval. V troskách letadla zemřelo 21 lidí, další dva podlehli na následky zranění, které při nehodě utrpěli. Zahynulo osm členů kádru United, osm novinářů, tři trenéři, dva členové posádky a dva cestující.

## Osoby na palubě
Tragická událost si vyžádala celkem 23 obětí na životech, 21 osob neštěstí přežilo. Přehled níže není kompletním výčtem účastníků nehody.

### Oběti

#### Posádka
- Kenneth Rayment – první důstojník (kopilot), zemřel na následky traumatického poranění mozku 5 týdnů po nehodě

#### Členové klubu
- Geoff Bent
- Roger Byrne
- Eddie Colman
- Duncan Edwards – na následky nehody zemřel po 15 dnech v nemocnici
- Mark Jones
- David Pegg
- Tommy Taylor
- Billy Whelan

- Walter Crickmer (tajemník)
- Tom Curry (kondiční trenér)
- Bert Whalley (hlavní trenér)

#### Novináři
- Frank Swift (bývalý brankář Manchasteru City a anglické reprezentace)
- Donny Davies

### Přeživší

#### Posádka
- James Thain (kapitán letadla)

#### Členové klubu
- Matt Busby (manažer klubu)
- Johnny Berry
- Jackie Blanchflower
- Bobby Charlton
- Bill Foulkes
- Harry Gregg
- Kenny Morgans
- Albert Scanlon
- Dennis Viollet
- Ray Wood

#### Novináři
- Frank Taylor